# گرگ‌ها در فرهنگ مردم، دین و اسطوره‌شناسی
گرگ‌ها در فرهنگ مردم، دین و اسطوره‌شناسی (انگلیسی: Wolves in folklore, religion and mythology) در فرهنگ‌های سکایی مردمان سراسر اوراسیا و آمریکای شمالی، مطابق با گستره تاریخی زیستگاه گرگ‌ها، نقش مهم و بسزایی را ایفاء می‌کنند.

## نمونه‌ها
نام گرجستان برگرفته از نام فارسی باستان گرجی‌ها است. به معنای «سرزمین گرگ‌ها» که در نهایت به گورگان تبدیل می‌شود، اصطلاحی که در بیشتر زبان‌های اروپایی به عنوان «گرجا» راه پیدا می‌کند.
بر اساس فرهنگ عامه، چچنی‌ها «از یک گرگ متولد شده‌اند»، همان‌طور که در خط مرکزی اسطوره ملی‌شان گنجانده شده‌است که «گرگ تنها» نماد قدرت، استقلال و آزادی است و ضرب‌المثلی که می‌گوید «برابر و آزاد مانند گرگ» ضرب‌المثلی قفقازی است.
بر اساس افسانه‌های زرتشتی، زرتشت در کودکی توسط دیوها به لانهٔ گرگ برده می‌شود، به امید اینکه جانور وحشی او را بکشد. اما او آن را در میان توله‌های خود پذیرفت و این گرگ مادر که «وهمان» نام داشت، یک میش را به لانه می‌آورد که زرتشت را شیر دهد.
بر اساس اوستا، متن مقدس زرتشتیان، گرگ‌ها از دیوها و نیز نمادی از «تاریکی» و روح شیطانی اهریمن هستند و در ردیف خشن‌ترین جانوران قرار می‌گیرند.